# Ejlakiszki
Ejlakiszki (lit. Eiliokiškės) – wieś na Litwie, w okręgu wileńskim, w rejonie wileńskim, w gminie Mejszagoła, nad jeziorem Korwie.

## Historia
W dwudziestoleciu międzywojennym folwark leżący w Polsce, w województwie wileńskim, w powiecie wileńsko-trockim, w gminie Mejszagoła. W 1931 miejscowość liczyła 10 mieszkańców, zamieszkałych w 2 budynkach.
Po II wojnie światowej w granicach Związku Sowieckiego. Od 1991 na niepodległej Litwie.